# Dan Povenmire
Daniel Kingsley Povenmire (ejtsd: ˈpɒvənmaɪər; San Diego, 1963. szeptember 18. –) amerikai író, szinkronszínész, animátor, rendező és producer. Nevéhez több rajzfilm is kötődik. Ő a Phineas és Ferb és a Milo Murphy törvénye című Disney Channel-sorozatok alkotója Jeff "Swampy" Marsh-sal együtt. Ő szólaltatta meg Heinz Doofenshmirtz karakterét is mindkét sorozatban. Dolgozott továbbá a Simpson családon, a Rockón a Family Guyon és kis ideig a Spongyabobon is.

## Élete
1963. szeptember 18-án született a kaliforniai San Diegóban, és az alabamai Mobile-ban nőtt fel. Csodagyereknek számított; már két éves korában rajzolt, mire tíz éves lett, munkáit már be is mutatták helyi kiállításokon. Gyerekkorában Chuck Jonest tartotta hősének; egy 2009-es interjúban elmondta, hogy "az összes Jones által készített rajz gyönyörű és rengeteg energia van bennük". Mijazaki Hajao is hatott rá.
A Mobile-beli Shaw High School-ba járt. Eleinte a University of South Alabama tanulója volt, itt készítette el első képregényét, a "Life is a Fish"-t. Egy színházban pincérként és előadóként is tevékenykedett. 1985-ben a University of Southern California tanulója lett, mivel filmes karriert szeretett volna folytatni.
Karrierjét a Simpson családban kezdte, mint animátor. Asztala Jeffery Marsh-sal, egy másik feltörekvő animátorral szemben volt. Zenei ízlésük és humorérzékük is hasonló volt, és kollégákká váltak.
1993-ban Povenmire és Marsh elkészítették a Phineas és Ferb című sorozatot, hasonló gyerekkorukban töltött nyári élményeikre alapozva. Ezután Povenmire 14–16 évig próbálta elküldeni a sorozatot különféle tévécsatornáknak. Még a Walt Disney Company is eleinte visszautasította a projektet. Végül a Disney visszahívta Povenmire-t azzal a feltétellel, hogy készít egy 11 perces pilot epizódot. Ő felhivta Marsh-ot, aki akkor Angliában élt, hogy van-e kedve dolgozni a pilot epizódon; ő azonnal igent mondott és visszaköltözött az Egyesült Államokba.
A csatorna végül berendelte a sorozatot egy 26 epizódos évadra, mely miatt Povenmire elhagyta a Family Guyt, hogy elkészítse a műsort.
2020-ban készült el legújabb műsora,a Hamster & Gretel.
Középiskolai évei alatt játszott egy együttesben, amelyik Los Angeles-i bárokban és klubokban játszott. Jelenlegi együttese, a Keep Left lemezei az Arizona University Recordings kiadó gondozásában jelennek meg. Második lemezük, a  Letters from Fielding 2004-től kezdve letölthető az aurec.com honlapjáról. Az együttesnek van egy saját weblapja is, amelyet Larry Stone művész üzemeltet.
2001-ben házasodott össze Clarissa tervezőnővel Venezuelában. Két lányuk van, Isabella és Melissa. Isabella a Phineas és Ferb egyik szereplőjének névadója is. Melissa 2008 áprilisában született. Van egy háza a kaliforniai Pasadenában, a Wilson-hegységre nyíló kilátással.